# Hendrik Boschma
Hendrik Boschma (Exmorra, 30 maart 1928 – Leeuwarden, 12 juni 2002) was een Nederlands politicus van de PvdA.
Na de ulo in Bolsward ging hij als ambtenaar werken bij de distributiedienst van de gemeente Wonseradeel. In 1947 trad hij in dienst bij de Amsterdamsche Bank in Bolsward waar hij begon als jongste bediende en bracht het tot procuratiehouder. In 1964 fuseerde de Amsterdamsche Bank met de Rotterdamsche Bank tot de AMRO Bank. Daarnaast was hij gemeenteraadslid en later fractievoorzitter in Bolsward. In december 1967 werd hij de directeur van een filiaal van de AMRO Bank in de regio Amsterdam maar in augustus 1969 keerde Boschma terug naar Friesland vanwege zijn benoeming tot burgemeester van Leeuwarderadeel. In september 1990 nam hij daar afscheid om vervroegd met pensioen te gaan. Hij overleed midden 2002 op 74-jarige leeftijd.